# Grafenberger Chaussee 32/34

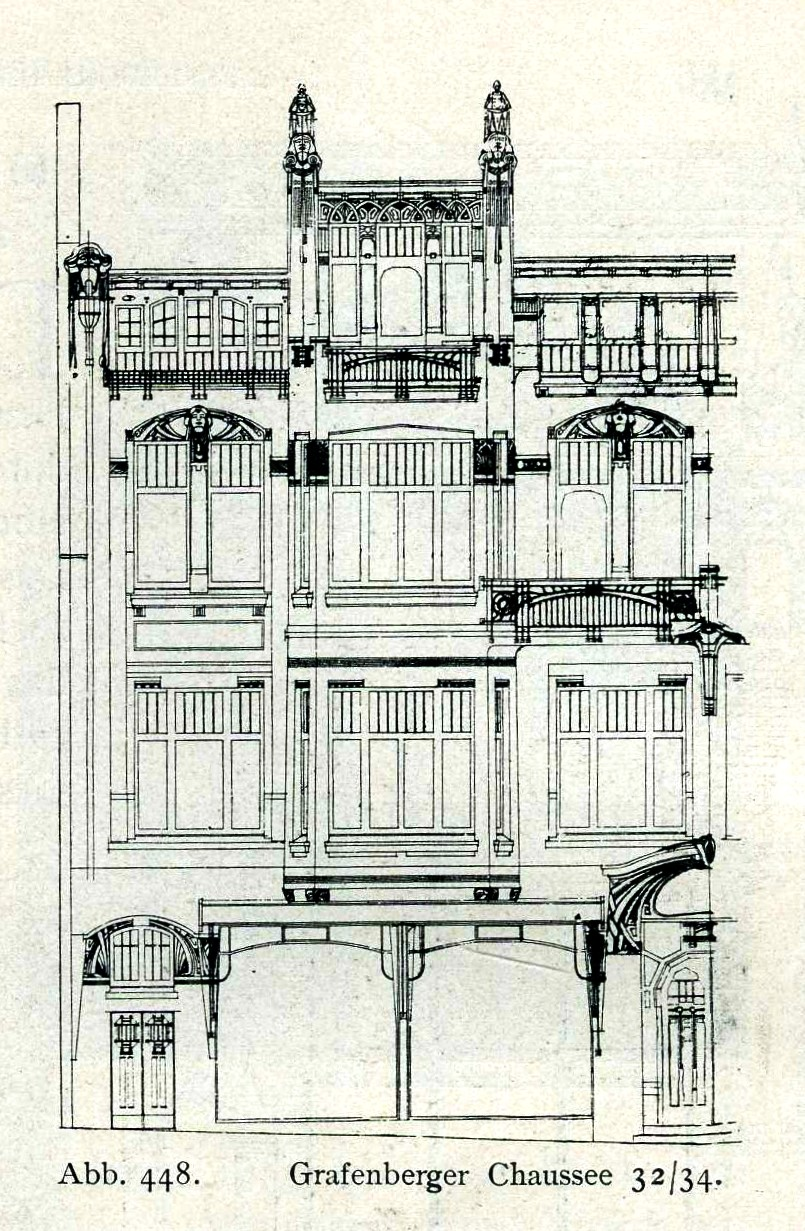
Grafenberger Chaussee 32 und 34

Das Doppelhaus Grafenberger Chaussee 32/34 (heutige Grafenberger Allee) war ein Geschäfts- und Wohnhaus in Düsseldorf, das von 1903 bis 1904 von dem Architekten Richard Bauer (1875–1935) errichtet wurde. Interessant war insbesondere der Aufriss – das Haus ist „wegen der eigenartigen Aufriss-Entwicklung bemerkenswert“.

## Beschreibung
Zwischen Gartengelände und Bürgersteig bestand ein wesentlicher Höhenunterschied, der gutbeleuchtete Lagerräume in der Hofunterkellerung und Seitenflügeln ermöglichte. Die Straßenfront war dreigeschossig. Die Fassade zur Chaussee war im ersten und zweiten Obergeschoss dreiachsig. Im Erdgeschoss befand sich das Geschäft. Ein Ziergiebel in der Mittelachse krönte die Fassade.